# 80 (liczba)
80 (osiemdziesiąt) – liczba naturalna następująca po 79 i poprzedzająca 81.

## 80 w nauce
- liczba atomowa rtęci
- obiekt na niebie Messier 80
- galaktyka NGC 80
- planetoida (80) Sappho

## 80 w kalendarzu
80. dniem w roku jest 21 marca (w latach przestępnych jest to 20 marca). Zobacz też co wydarzyło się w roku 80.

## 80 w innych dziedzinach
- standardowy port TCP/IP dla połączeń HTTP
- górny limit wieku kardynała biorącego udział w konklawe